# هاکی سالنی

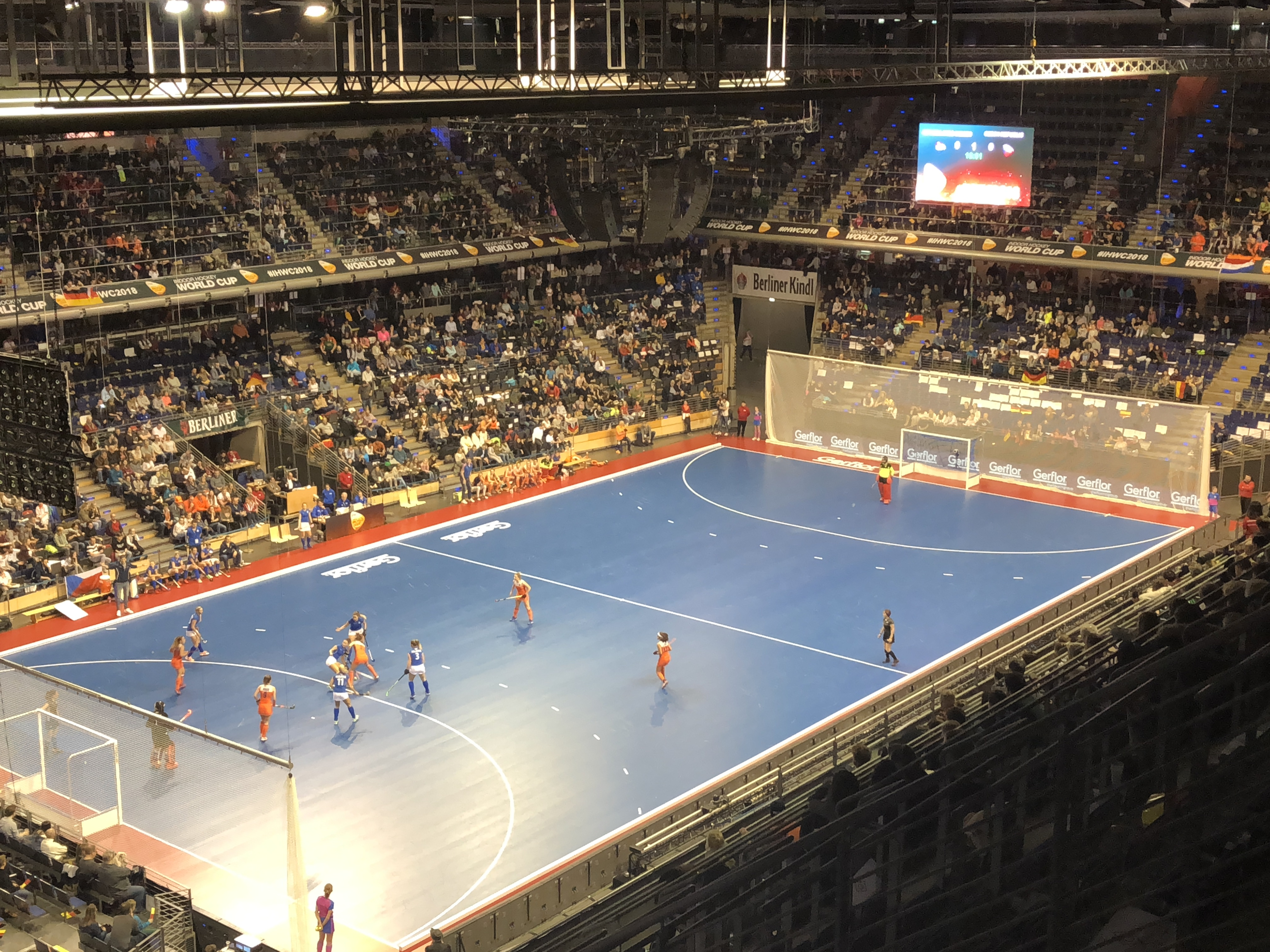
نمایی از یک بازی هاکی سالنی در سال ۲۰۱۸

هاکی سالنی یا هاکی درون سالن یک ورزش تیمی چوب و توپ و نوع سالنی هاکی روی چمن می‌باشد. نسبت به دیگر گونه ورزش‌های چوب و توپ سالنی، همچون فلوربال همانندی بیشتری به هاکی روی چمن دارد.
در گذشته بازیکن‌های هاکی روی چمن در بین فصل‌های مسابقات و در شرایط بد آب و هوایی به تمرین در سالن‌های سرپوشیده می‌پرداختند که به تدریج پس از مدتی هاکی سالنی خود به یک ورزش جداگانه تبدیل گشت. بازی‌های قهرمانی این رشته در سطح جهان برای نخستین بار در سال ۲۰۰۳ میلادی توسط فدراسیون بین‌المللی هاکی برگزار گردید.

## تاریخچه
نخستین‌بار در دهه ۱۹۵۰ در اروپا شکل گرفت. نخستین رقابت‌های بین المللی رسمی نیز بازی‌های قهرمانی اروپا بود که از سال ۱۹۷۴ میلادی برگزار می‌شود. مسابقات جهانی اولین بار در سال ۲۰۰۳ برگزار شد. مسابقات قهرمانی قاره آمریکا از سال ۲۰۰۲ و قاره آسیا از سال ۲۰۰۸ و قاره آفریقا از سال ۲۰۱۷ برگزار می شود.

## رده بندی جهانی
رده بندی جهانی از سال ۲۰۱۴ منتشر می شود. در سال ۲۰۲۴ میلادی ۴۹ کشور در بخش مردان و ۴۵ کشور در بخش زنان در این رده بندی قرار دارند. تیم ملی هاکی سالنی مردان ایران در رده ۲ و تیم ملی هاکی سالنی زنان ایران در رده ۳۸ قرار دارد.

## قوانین

### زمان بازی
چهار زمان ده دقیقه ای است که هنگام توقف بازی همچنان محاسبه می شود ولی در صورت پنالتی کرنرها و مصدومیت ها و موارد مهم دیگر زمان بازی نگه داشته می شود. بین کوارتر اول و دوم و کوارتر سوم و چهارم ۱ تا ۲ دقیقه و بین دو نیمه ۵ تا ۱۰ دقیقه زمان استراحت در نظر گرفته می شود. در لیگ های داخلی برخی کشورها مانند آلمان زمان مسابقه تا ۶۰ دقیقه هم می رسد.

### اخطارها
سه نوع کارت سبز، زرد و قرمز به بازیکنان خطاکار داده می شود.

### تایبرک
در صورت تساوی در پایان چهل دقیقه در گذشته وقت اضافه وجود داشت ولی امروزه مستقیم با پنالتی شوت اوت (با پنالتی فوتبال متفاوت است) برنده مشخص می شود.